# Dualizem (spletna serija)
Dualizem je slovenska spletna serija, katere prvi del je izšel 31. januarja 2018. Posamezne epizode so bile postavljene na ogled na uradni spletni strani.
Zgodba je postavljena v bližnjo prihodnost, ko imajo aplikacije na telefonih razvito zavest.

### Seznam epizod
| Ep. | Ime   | Izid             |
| --- | ----- | ---------------- |
| 1   | 1x1   | 31. januar 2018  |
| 2   | 1x10  | 7. februar 2018  |
| 3   | 1x11  | 14. februar 2018 |
| 4   | 1x100 | 21. februar 2018 |
| 5   | 1x101 | 28. februar 2018 |

### Stalni liki
| Ime      | Igralec       |
| -------- | ------------- |
| Pia      | Maša Tiselj   |
| Kris     | Jože Doberšek |
| Hana     | Ondina Kerec  |
| Profesor | Rok Turnšek   |
| Mark     | Denis Bornšek |